# Протогония
Протогония (Πρωτογένεια, «Первородная») — персонаж древнегреческой мифологии, афинская царевна. Дочь Эрехтея и Праксифеи, сестра Пандоры. Сёстры покончили с собой (принеся себя в жертву) во время войны афинян с элевсинцами под предводительством Евмолпа. Протогонию и Пандору называют Гиацинтидами, поскольку жертва была совершена на вершине холма Гиацинт.
Другую версию приводит Аполлодор, согласно которому Гиацинтид афиняне принесли в жертву ещё во время войны с Миносом.